# Motociklistična Velika nagrada Španije
Motociklistična Velika nagrada Španije je motociklistična dirka svetovnega prvenstva od sezone 1950.

## Zmagovalci
| Sezona | Dirkališče | 80 cm3               | 125 cm3/Moto3       | 250 cm3/Moto2         | 350cm3            | 500cm3/MotoGP     | Poročilo |
| ------ | ---------- | -------------------- | ------------------- | --------------------- | ----------------- | ----------------- | -------- |
| 2022   | Jerez      |                      | Izan Guevara        | Ai Ogura              |                   | Francesco Bagnaia | Poročilo |
| 2021   | Jerez      |                      | Pedro Acosta        | Fabio Di Giannantonio |                   | Jack Miller       | Poročilo |
| 2020   | Jerez      |                      | Albert Arenas       | Luca Marini           |                   | Fabio Quartararo  | Poročilo |
| 2019   | Jerez      |                      | Niccolò Antonelli   | Lorenzo Baldassarri   |                   | Marc Márquez      | Poročilo |
| 2018   | Jerez      |                      | Philipp Öttl        | Lorenzo Baldassarri   |                   | Marc Márquez      | Poročilo |
| 2017   | Jerez      |                      | Arón Canet          | Álex Márquez          |                   | Dani Pedrosa      | Poročilo |
| 2016   | Jerez      |                      | Brad Binder         | Sam Lowes             |                   | Valentino Rossi   | Poročilo |
| 2015   | Jerez      |                      | Denny Kent          | Jonas Folger          |                   | Jorge Lorenzo     | Poročilo |
| 2014   | Jerez      |                      | Romano Fenati       | Mika Kallio           |                   | Marc Márquez      | Poročilo |
| 2013   | Jerez      |                      | Maverick Viñales    | Esteve Rabat          |                   | Dani Pedrosa      | Poročilo |
| 2012   | Jerez      |                      | Romano Fenati       | Pol Espargaró         |                   | Casey Stoner      | Poročilo |
| 2011   | Jerez      |                      | Nicolás Terol       | Andrea Iannone        |                   | Jorge Lorenzo     | Poročilo |
| 2010   | Jerez      |                      | Pol Espargaró       | Toni Elias            |                   | Jorge Lorenzo     | Poročilo |
| 2009   | Jerez      |                      | Bradley Smith       | Hiroši Aoyama         |                   | Valentino Rossi   | Poročilo |
| 2008   | Jerez      |                      | Simone Corsi        | Mika Kallio           |                   | Dani Pedrosa      | Poročilo |
| 2007   | Jerez      |                      | Gábor Talmácsi      | Jorge Lorenzo         |                   | Valentino Rossi   | Poročilo |
| 2006   | Jerez      |                      | Alvaro Bautista     | Jorge Lorenzo         |                   | Loris Capirossi   | Poročilo |
| 2005   | Jerez      |                      | Marco Simoncelli    | Dani Pedrosa          |                   | Valentino Rossi   | Poročilo |
| 2004   | Jerez      |                      | Marco Simoncelli    | Roberto Rolfo         |                   | Sete Gibernau     | Poročilo |
| 2003   | Jerez      |                      | Lucio Cecchinello   | Toni Elias            |                   | Valentino Rossi   | Poročilo |
| 2002   | Jerez      |                      | Lucio Cecchinello   | Fonsi Nieto           |                   | Valentino Rossi   | Poročilo |
| 2001   | Jerez      |                      | Masao Azuma         | Daijiro Kato          |                   | Valentino Rossi   | Poročilo |
| 2000   | Jerez      |                      | Emilio Alzamora     | Ralf Waldmann         |                   | Kenny Roberts Jr  | Poročilo |
| 1999   | Jerez      |                      | Masao Azuma         | Valentino Rossi       |                   | Alex Criville     | Poročilo |
| 1998   | Jerez      |                      | Kazuto Sakata       | Loris Capirossi       |                   | Alex Criville     | Poročilo |
| 1997   | Jerez      |                      | Valentino Rossi     | Ralf Waldmann         |                   | Alex Criville     | Poročilo |
| 1996   | Jerez      |                      | Haruchika Aoki      | Max Biaggi            |                   | Michael Doohan    | Poročilo |
| 1995   | Jerez      |                      | Haruchika Aoki      | Tetsuya Harada        |                   | Alberto Puig      | Poročilo |
| 1994   | Jerez      |                      | Kazuto Sakata       | Jean-Philippe Ruggia  |                   | Michael Doohan    | Poročilo |
| 1993   | Jerez      |                      | Kazuto Sakata       | Tetsuya Harada        |                   | Kevin Schwantz    | Poročilo |
| 1992   | Jerez      |                      | Ralf Waldmann       | Loris Reggiani        |                   | Michael Doohan    | Poročilo |
| 1991   | Jerez      |                      | Noboru Ueda         | Helmut Bradl          |                   | Michael Doohan    | Poročilo |
| 1990   | Jerez      |                      | Jorge Martinez      | John Kocinski         |                   | Wayne Gardner     | Poročilo |
| 1989   | Jerez      | Herri Torrontegui    | Álex Crivillé       | Luca Cadalora         |                   | Eddie Lawson      | Poročilo |
| 1988   | Jarama     | Stefan Dörflinger    | Jorge Martinez      | Sito Pons             |                   | Kevin Magee       | Poročilo |
| 1987   | Jerez      | Jorge Martinez       | Fausto Gresini      | Martin Wimmer         |                   | Wayne Gardner     | Poročilo |
| 1986   | Jarama     | Jorge Martinez       | Fausto Gresini      | Carlos Lavado         |                   | Wayne Gardner     | Poročilo |
| 1985   | Jarama     | Jorge Martinez       | Pier Paolo Bianchi  | Carlos Lavado         |                   | Freddie Spencer   | Poročilo |
| 1984   | Jarama     | Pier Paolo Bianchi   | Angel Nieto         | Sito Pons             |                   | Eddie Lawson      | Poročilo |
| 1983   | Jarama     | Eugenio Lazzarini    | Angel Nieto         | Hervé Guilleux        |                   | Freddie Spencer   | Poročilo |
| 1982   | Jarama     | Stefan Dörflinger    | Angel Nieto         | Carlos Lavado         |                   | Kenny Roberts     | Poročilo |
| 1981   | Jarama     | Ricardo Tormo        | Angel Nieto         | Anton Mang            |                   |                   | Poročilo |
| 1980   | Jarama     | Eugenio Lazzarini    | Pier Paolo Bianchi  | Kork Ballington       |                   | Kenny Roberts     | Poročilo |
| 1979   | Jarama     | Eugenio Lazzarini    | Angel Nieto         | Kork Ballington       | Kork Ballington   | Kenny Roberts     | Poročilo |
| 1978   | Jarama     | Eugenio Lazzarini    | Eugenio Lazzarini   | Greg Hansford         |                   | Pat Hennen        | Poročilo |
| 1977   | Jarama     | Angel Nieto          | Pier Paolo Bianchi  | Takazumi Katayama     | Michel Rougerie   |                   | Poročilo |
| 1976   | Montjuich  | Angel Nieto          | Pier Paolo Bianchi  | Gianfranco Bonera     | Kork Ballington   |                   | Poročilo |
| 1975   | Jarama     | Angel Nieto          | Paolo Pileri        | Walter Villa          | Giacomo Agostini  |                   | Poročilo |
| 1974   | Montjuich  | Henk van Kessel      | Benjamin Grau       | John Dodds            | Victor Palomo     |                   | Poročilo |
| 1973   | Jarama     | Jan de Vries         | Chas Mortimer       | John Dodds            | Adu Celso-Santos  | Phil Read         | Poročilo |
| 1972   | Montjuich  | Angel Nieto          | Kent Andersson      | Renzo Pasolini        | Bruno Kneubühler  | Chas Mortimer     | Poročilo |
| 1971   | Jarama     | Jan de Vries         | Angel Nieto         | Jarno Saarinen        | Teuvo Länsivuori  | Dave Simmonds     | Poročilo |
| 1970   | Montjuich  | Salvador Canellas    | Angel Nieto         | Kent Andersson        | Angelo Bergamonti | Angelo Bergamonti | Poročilo |
| 1969   | Jarama     | Aalt Toersen         | Cees van Dongen     | Santiago Herrero      | Giacomo Agostini  | Giacomo Agostini  | Poročilo |
| 1968   | Montjuich  | Hans-Georg Anscheidt | Salvador Canellas   | Phil Read             |                   | Giacomo Agostini  | Poročilo |
| 1967   | Montjuich  | Hans-Georg Anscheidt | Bill Ivy            | Phil Read             |                   |                   | Poročilo |
| 1966   | Montjuich  | Luigi Taveri         | Bill Ivy            | Mike Hailwood         |                   |                   | Poročilo |
| 1965   | Montjuich  | Hugh Anderson        | Hugh Anderson       | Phil Read             |                   |                   | Poročilo |
| 1964   | Montjuich  | Hans-Georg Anscheidt | Luigi Taveri        | Tarquinio Provini     |                   |                   | Poročilo |
| 1963   | Montjuich  | Hans-Georg Anscheidt | Luigi Taveri        | Tarquinio Provini     |                   |                   | Poročilo |
| 1962   | Montjuich  | Hans-Georg Anscheidt | Kunimitsu Takahashi | Jim Redman            |                   |                   | Poročilo |
| 1961   | Montjuich  |                      | Tom Phillis         | Gary Hocking          |                   |                   | Poročilo |
| 1955   | Montjuich  |                      | Luigi Taveri        |                       |                   | Reg Armstrong     | Poročilo |
| 1954   | Montjuich  |                      | Tarquinio Provini   |                       | Fergus Anderson   | Dickie Dale       | Poročilo |
| 1953   | Montjuich  |                      | Angelo Copeta       | Enrico Lorenzetti     |                   | Fergus Anderson   | Poročilo |
| 1952   | Montjuich  |                      | Emilio Mendogni     |                       |                   | Leslie Graham     | Poročilo |
| 1951   | Montjuich  |                      | Guido Leoni         |                       | Tommy Wood        | Umberto Masetti   | Poročilo |
| 1950   | Montjuich  |                      | Nello Pagani        |                       | Tommy Wood        | Nello Pagani      | Poročilo |